# 包弼臣
包弼臣（1831年—1917年），名汝谐，字弼臣，四川南溪人，清末书法家，自创“包体字”，为晚清三大碑派书家（张裕钊、赵之谦、包弼臣）之一。其曾孫女是銘傳大學的創辦人包德明。

## 生平
清同治丁卯年（1867年）举人。为资州學正。
包弼臣专习书法，搜集北魏碑拓本100余种，朝夕临摹，又能创新，自成一格，人称“包体字”。曾任邛州、资州学政长达20多年，培养出大批人才，清代四川唯一的状元骆成骧即出其门下。著有《南上遗吟录》、《西园记》、《谷叟诗文稿》等文集。